# Königlich Sächsisches Karabinier-Regiment (2. Schweres Regiment)
Das Karabinier-Regiment (2. Schweres Regiment) war ein Kavallerieverband der Sächsischen Armee.

## Geschichte
Der Verband wurde am 1. November 1849 unter dem Namen 3. Reiter-Regiment aus Abgaben des Garde-Reiter- sowie der 1. und 2. Reiter-Regimenter aufgestellt. Es formierte sich zunächst zu fünf Eskadronen. Am 1. April 1867 erfolgte die Bildung einer 6. Eskadron und der Verband wurde gleichzeitig zu einem „Schweren“ Regiment umgestaltet. Seit 23. April 1867 führte es daher den Namen Karabinier-Regiment (2. Schweres Regiment).
Der Regimentsstab sowie die 1., 2. und 4. Eskadron war in Borna, die 3. und 5. Eskadron in Pegau stationiert. 1893 wurde der Verband schließlich komplett in Borna zusammengezogen. Vor dem Beginn des Ersten Weltkriegs bildete der Verband gemeinsam mit dem 3. Ulanen-Regiment Nr. 21 „Kaiser Wilhelm II., König von Preußen“ die 4. Kavallerie-Brigade Nr. 40 der 4. Division Nr. 40.
Die Regimentsfarben waren Silber-Blau-Schwarz und bedeuteten „Reine Treue bis in den Tod“.

### Deutsch-Dänischer Krieg
Anlässlich der Bundesexekution rückten die 2. und 5. Eskadron am 24. Dezember 1863 in Holstein ein und verblieben hier für ein Jahr, ohne dass es dort zu nennenswerten Gefechtstätigkeiten kam.

### Deutscher Krieg
Während des Krieges gegen Preußen 1866 kämpfte die Sachsen an der Seite Österreichs. Das Regiment beteiligte sich am 29. Juni an der Schlacht bei Gitschin und am 3. Juli an der Schlacht bei Königgrätz. Die 1. und 2. Eskadron kam am 14. Juli noch bei Kralitz zum Einsatz.

### Deutsch-Französischer Krieg
Im Verbund mit dem Garde-Reiter-Regiment nahmen die Karabiniers während des Deutsch-Französischen Krieges 1870/71 zunächst an der Schlacht bei Gravelotte teil. Anschließend zerstörte die 2. Eskadron Teile der Eisenbahnlinie Thionville–Metz und die 3. Eskadron führte Aufklärung bis vor Verdun durch. Bei Buzancy konnte während der Kämpfe am 27. August 1870 der Kommandeur und elf Mann des französischen 12. Chasseur-Regiments gefangen genommen werden. Daran schloss sich zwei Tage später das Gefecht bei Nouart sowie am 1. September die Schlacht bei Sedan an. Vom 5. bis 18. September nahm das Regiment am Vormarsch auf Paris teil und wurde auch hier mehrfach zur Aufklärung eingesetzt. Im weiteren Kriegsverlauf kam der Verband nur noch vereinzelt im Patrouillendienst zum Einsatz.

### Erster Weltkrieg
Mit Ausbruch des Ersten Weltkriegs wurde das Regiment der neu gebildeten 8. Kavallerie-Division unterstellt. Es kam zunächst ab 5. August 1914 im Grenzschutz in Lothringen zum Einsatz, nahm an der dortigen Schlacht sowie den Kämpfen vor Nancy-Épinal teil und verlegte Anfang September nach Ostpreußen.
- 01. bis 25. September 1914 – Ostpreußen und Litauen
- 26. September bis 19. Oktober 1914 – Vormarsch auf Warschau
- 20. Oktober bis 6. November 1914 – Strategischer Rückzug hinter die Warthe
- 07. November 1914 bis 6. Januar 1915 – Schlacht bei Łódź und die Kämpfe an der Pilica
- 07. Januar 1915 bis 17. Juni 1915 – Stellungskrieg an der Rawka
- 18. Juni bis 17. September 1915 – Vordringen bis zur Düna
- 18. September bis 21. Februar 1918 – Stellungskrieg an der Düna und Vorstoß über die Düna nach Nordosten
- 09. März bis 4. April 1918 – Vorbereitungen und die Landung in Hangö
- 05. bis 15. April 1918 – Vormarsch nach Osten und die Einnahme von Helsingfors
- 16. April bis 5. Mai 1918 – Vormarsch nach Norden und die Kämpfe bis zum Ende des Bewegungskrieges
- 06. Mai bis 16. Oktober 1918 – Ausbildungszeit hinter der Kampffront

### Verbleib
Nach Kriegsende kehrten die Reste des Verbandes bis 17. Dezember 1918 in die Heimat zurück. Dort erfolgte die Demobilisierung und am 22. Januar 1919 wurde das Regiment schließlich aufgelöst.
Die Tradition übernahm in der Reichswehr durch Erlass des Chefs der Heeresleitung General der Infanterie Hans von Seeckt vom 24. August 1921 die 1. Eskadron des 12. (Sächsisches) Reiter-Regiments in Grimma. In der Wehrmacht führte die I. Abteilung des Panzerregiments 3 die Tradition fort.

## Regimentschef
Unter Beförderung zum Generaloberst wurde am 8. Oktober 1892 Großherzog Carl Alexander von Sachsen-Weimar-Eisenach (1818–1901) zum ersten Regimentschef ernannt. Nach dessen Tod erhielt Wilhelm Ernst von Sachsen-Weimar-Eisenach (1876–1923) am 30. April 1903 diese hohe Ehre.

## Kommandeure
| Dienstgrad                  | Name                        | Datum                                                             |
| --------------------------- | --------------------------- | ----------------------------------------------------------------- |
| Oberst                      | Anton von Radke             | 1849 bis 1854                                                     |
| Oberst                      | Friedrich Wilhelm Siegmann  | 1854 bis 1859                                                     |
| Oberst                      | Horst von Egidy             | 1859 bis 1866                                                     |
| Oberst                      | Otto von Ludwiger           | 1866 bis 1867                                                     |
| Oberstleutnant              | Ernst Wilhelm von Standfest | 1867 bis 1872                                                     |
| Oberstleutnant              | Adolf von Walther           | 1872 bis 1877                                                     |
| Major/Oberstleutnant/Oberst | Eduard Moritz von Hübel     | 1877 bis 1883                                                     |
| Major/Oberstleutnant        | Friedrich von Wangenheim    | 1883 bis 1886                                                     |
| Major/Oberstleutnant        | Friedrich August von Globig | 1886 bis 1890                                                     |
| Oberst                      | Karl Emil Kirchner          | 1890 bis 6. April 1894                                            |
| Major/Oberstleutnant/Oberst | Max von Milkau              | 07. April 1894 bis 1899                                           |
| Oberstleutnant/Oberst       | Maximilian von Laffert      | 13. September 1899 bis 23. Juli 1903                              |
| Major/Oberstleutnant/Oberst | Christian von Welck         | 24. Juli 1903 bis 1908                                            |
| Oberstleutnant              | Arthur von Bodenhausen      | 24. Dezember 1908 bis 1911                                        |
| Major                       | Wilhelm Jahn                | 08. August 1911 bis 7. Dezember 1913 (mit der Führung beauftragt) |
| Oberstleutnant/Oberst       | Wilhelm Jahn                | 08. Dezember 1913 bis 31. Juli 1916                               |
| Oberst                      | Arthur Moritz               | 01. Oktober 1916                                                  |
| Major                       | Godert von Redern           | 23. März 1918 bis 1919                                            |

## Uniform
Der Waffenrock war kornblumenblau mit silberner Borte, schwarzen Kragen (bei Offizieren aus Samt) und gelben Knöpfen. Rock und Hose hatten weiße Vorstöße.